# Pattinaggio di velocità agli VIII Giochi olimpici invernali - 3000 m femminile
La competizione dei 3000 m femminili di pattinaggio di velocità agli VIII Giochi olimpici invernali si è svolta il giorno 23 febbraio 1960 sulla pista del  Olympic Skating Rink a Squaw Valley.

## Risultati
| Pos.    | Atleta              | Nazione          | Tempi intermedi | Tempi intermedi | Tempi intermedi | Tempi intermedi | Tempi intermedi | Tempi intermedi | Tempo Finale | Note            |
| Pos.    | Atleta              | Nazione          | 600 m.          | 1000 m.         | 1400 m.         | 1800 m.         | 2200 m.         | 2600 m.         | Tempo Finale | Note            |
| ------- | ------------------- | ---------------- | --------------- | --------------- | --------------- | --------------- | --------------- | --------------- | ------------ | --------------- |
| Oro     | Lidija Skoblikova   | Unione Sovietica | 1'00"           | 1'41"           | 2'22"           | 3'05"           | 3'47"           | 4'31"           | 5'14"3       | Record olimpico |
| Argento | Valentina Stenina   | Unione Sovietica | 1'01"           | 1'43"           | 2'26"           | 3'08"           | 3'51"           | 4'34"           | 5'16"9       |                 |
| Bronzo  | Eevi Huttunen       | Finlandia        | 1'01"           | 1'42"           | 2'24"           | 3'08"           | 3'52"           | 4'37"           | 5'21"0       |                 |
| 4       | Hatsue Nagakubo     | Giappone         | 1'03"           | 1'46"           | 2'28"           | 3'10"           | 3'54"           | 4'38"           | 5'21"4       |                 |
| 5       | Christina Lindblom  | Svezia           | 1'04"           | 1'46"           | 2'28"           | 3'11"           | 3'56"           | 4'41"           | 5'25"5       |                 |
| 6       | Helena Pilejczyk    | Polonia          | 1'02"           | 1'43"           | 2'26"           | 3'10"           | 3'54"           | 4'40"           | 5'26"2       |                 |
| 7       | Elwira Seroczyńska  | Polonia          | 1'02"           | 1'44"           | 2'27"           | 3'11"           | 3'56"           | 4'41"           | 5'27"3       |                 |
| 8       | Jeanne Ashworth     | Stati Uniti      | 1'03"           | 1'44"           | 2'27"           | 3'11"           | 3'57"           | 4'43"           | 5'28"5       |                 |
| 9       | Tamara Rylova       | Unione Sovietica | 1'03"           | 1'46"           | 2'28"           | 3'12"           | 3'58"           | 4'44"           | 5'30"0       |                 |
| 10      | Yoshiko Takano      | Giappone         | 1'06"           | 1'50"           | 2'33"           | 3'17"           | 4'01"           | 4'46"           | 5'30"9       |                 |
| 11      | Elsa Einarsson      | Svezia           | 1'04"           | 1'46"           | 2'30"           | 3'15"           | 4'01"           | 4'46"           | 5'32"2       |                 |
| 12      | Iris Sihvonen       | Finlandia        | 1'02"           | 1'45"           | 2'28"           | 3'14"           | 4'00"           | 4'47"           | 5'35"2       |                 |
| 13      | Inge Görmer         | Germania         | 1'10"           | 1'53"           | 2'38"           | 3'22"           | 4'07"           | 4'52"           | 5'37"5       |                 |
| 14      | Doreen Ryan         | Canada           | 1'04"           | 1'48"           | 2'34"           | 3'22"           | 4'08"           | 4'54"           | 5'39"7       |                 |
| 15      | Françoise Lucas     | Francia          | 1'01"           | 1'43"           | 2'27"           | 3'15"           | 4'04"           | 4'55"           | 5'42"5       |                 |
| 16      | Peggy Robb          | Canada           | 1'06"           | 1'50"           | 2'36"           | 3'22"           | 4'09"           | 4'56"           | 5'43"5       |                 |
| 17      | Gisela Toews        | Germania         | 1'08"           | 1'53"           | 2'38"           | 3'24"           | 4'11"           | 5'00"           | 5'48"3       |                 |
| 18      | Cornelia Harrington | Stati Uniti      | 1'10"           | 1'58"           | 2'44"           | 3'31"           | 4'20"           | 5'11"           | 5'57"5       |                 |
| 19      | Beverly Buhr        | Stati Uniti      | 1'08"           | 1'53"           | 2'38"           | 3'27"           | 4'20"           | 5'13"           | 6'03"1       |                 |
| 20      | Kim Gyeong-Hoe      | Corea del Sud    | 1'05"           | 1'50"           | 2'39"           | 3'31"           | 4'23"           | 5'15"           | 6'08"2       |                 |